# Ујиже
Ујиже (порт. Uíge), једна је од 18 покрајина у Републици Ангола. Покрајина се налази на северозападном делу земље, без излаза на Атлантски океан и граничи се са Демократском Републиком Конго.
Покрајина Ујиже покрива укупну површину од 58.698 km² и има 1.426.354 становника (подаци из 2014. године). Највећи град и административни центар покрајине је истоимени град Ујиже.